# Accesso multiplo
In telecomunicazioni con il termine accesso multiplo al canale si intendono tutte quelle tecniche che consentono a più utenti di accedere e condividere contemporaneamente le risorse del sistema di telecomunicazione, ovvero il canale o mezzo trasmissivo condiviso tra gli utenti stessi, ed usufruire così del servizio richiesto. Il termine è spesso usato come sinonimo di multiplazione, tuttavia con esso ci si riferisce più propriamente all'accesso alla tratta in salita (uplink) al sistema mentre con il secondo alla tratta in discesa (downlink). Esempi di accesso multiplo sono ALOHAnet, TDMA, FDMA, SDMA, CDMA, CSMA, OFDM.

## Giustificazione
Nelle reti cablate infatti, non potendo esistere di fatto reti completamente magliate che dedicano cioè un canale a ciascuna connessione point-to-point tra due utenti, è necessario un mezzo, di capacità comunque limitata, condiviso da più utenti che dà vita alla cosiddetta rete di trasporto; ciò è tanto più vero se si considerano reti basate su radiocollegamenti (cellulari, Wi-Fi, Wi-Max) laddove il mezzo radio con la sua banda dedicata deve essere necessariamente condiviso tra tutti gli utenti per l'accesso ad uno o più servizi. Le regole eque (fairness) per l'accesso al mezzo condiviso sono appunto stabilite dalle tecniche di accesso multiplo.